# María Isabel Porras Gallo
María Isabel Porras Gallo es una investigadora española, doctora en Medicina, catedrática de Historia de la Ciencia de la Universidad de Castilla-La Mancha y expresidenta de la Sociedad Española de Historia de la Medicina (SEHM).

## Trayectoria
En 1981, se licenció en Medicina y Cirugía por la Universidad Complutense de Madrid, doctorándose en dicha especialidad en 1994. Entre 1990 y 1997, fue profesora colaboradora honorífica en el departamento de Salud Pública, Medicina Preventiva e Historia de la Ciencia. Ejerció como médica en el ámbito de atención primaria durante diez años. En 2015 consiguió la acreditación de catedrática de universidad impartiendo cursos en la Universidad Complutense de Madrid, la Universidad de Oviedo y la Universidad de Castilla-La Mancha.
Porras ha sido profesora invitada en universidades europeas y estadounidenses, y ha participando en proyectos de innovación docente realizando colaboraciones periódicas. Entre sus líneas de investigación, aborda la historia de las enfermedades infecciosas (sobre todo, la poliomielitis, la viruela y la gripe) y de las discapacidades físicas, así como la historia de la salud pública y de las políticas de bienestar social y la historia de las vacunas.
Ha publicado numerosos artículos en revistas especializadas relacionados con las epidemias, las pandemias y los proceso de vacunación, así como relativos a la COVID-19. En 2020, publicó el artículo ¿Se parecen la Covid-19 y la gripe de 1918? y, en 2021, La importancia de las vacunas en la historia para luchar contra las enfermedades infecciosas.

## Publicaciones
- 2013 – El drama de la polio. Los libros de la Catarata. Colección Investigación y debate. ISBN 978-84-8319-797-4.[5]
- 2016 – La erradicación y el control de las enfermedades infecciosas. Los libros de la Catarata. Colección Investigación y debate. ISBN 978-84-9097-201-4.[6]
- 2019 – Salud, enfermedad y medicina en el Franquismo. Los libros de la Catarata. Colección Investigación y Debate. ISBN 978-84-9097-889-4.[7]
- 2020 – La gripe española. 1918-1919. La pandemia de gripe de 1918-1919 está considerada la crisis epidémica mundial más mortífera del siglo XX. Los libros de la Catarata. Colección Mayor. ISBN 978-84-1352-080-3.[8]

## Reconocimientos
Porras recibió el Premio extraordinario de doctorado, su tesis obtuvo el Premio Nacional de Historia de la Medicina Uriach y el premio de la Sociedad Española de Historia de la Medicina.